# Battaglia di Landskrona
La battaglia di Landskrona venne combattuta nella brughiera di Ylleshed, appena fuori dalla città di Landskrona, nella Svezia meridionale, il 14 luglio 1677, tra svedesi e danesi, nell'ambito della Guerra di Scania.

## Preludio
Il 12 luglio un esercito svedese di 10 000 uomini venne rinforzato da 4000 contadini provenienti dalla regione dello Småland ed insieme lasciarono l'accampamento di Klippan per marciare verso sud contro i danesi. Gli svedesi avevano pianificato di attaccare i nemici che si trovavano ora indeboliti dopo la sconfitta nell'assedio di Malmö prima che ulteriori rinforzi potessero loro giungere dalla Germania attraverso Landskrona. I danesi, ad ogni modo, erano già tornati a Landskrona e si erano accampati sulle colline ad ovest della città.

## La battaglia
La mattina del 14 luglio, Carlo XI di Svezia costituì il suo esercito in quattro colonne ed iniziò ad avanzare verso i danesi, ma quando giunsero all'accampamento si accorsero che questo era vuoto, causando non poca confusione tra i generali svedesi. Molti pensarono che Cristiano V di Danimarca si fosse ritirato a Landskrona e che quindi gli svedesi dovessero annullare l'operazione. Carlo XI, invece, era determinato a dar battaglia e continuò la sua marcia contro gli svedesi.
Nella notte Cristiano fece spostare i suoi uomini dalle colline e li allineò dietro dei terrapieni con l'intento di tendere un'imboscata agli svedesi nel loro accampamento. Il generale svedese Ascheberg riuscì però a individuarli e alle 9:00 dispose i suoi uomini su due linee. Pur contro il parere dei suoi generali, re Cristiano V decise di lasciare la propria posizione protetta e di attaccare gli svedesi in campo aperto. I due eserciti continuarono l'avanzata l'uno verso l'altro e l'artiglieria iniziò a sparare.
Infine, Carlo XI e la sua guardia sull'ala destra caricarono i nemici e con quest'azione avventata vennero subito a trovarsi in difficoltà e quasi sul punto di essere catturati dai danesi se non fosse intervenuta la cavalleria a disperdere la fanteria nemica. Dopo meno di un'ora di scontri, l'ala sinistra dei danesi era ormai spezzata e l'artiglieria si trovava quasi interamente nelle mani degli svedesi.
Quando il feldmaresciallo svedese Simon Grundel-Helmfelt rimase ucciso nello scontro, gli svedesi si ritirarono un poco per riorganizzare le loro forze.
I danesi seguirono il generale Henrik Ruse che attaccò nuovamente il nemico, ma il suo fianco sinistro non era protetto e pertanto in breve tempo la sua azione fu vana. La cavalleria svedese inseguì i nemici e ritornò in battaglia. Cristiano V non fu in grado di dirigere i suoi uomini a sovrastare il nemico e lasciò il campo di battaglia alle 16:00. Alle 18:00 le truppe svedesi avevano evacuato il campo e gli svedesi si ritirarono verso il precedente accampamento danese.

## Conseguenze
Tra le ragioni che portarono alla sconfitta dei danesi vi fu, si disse, una certa rivalità tra i generali della medesima compagine, ma certamente vennero compiuti degli errori che si dimostrarono poi imperdonabili e che diedero agli svedesi il tempo necessario per organizzarsi al meglio.
La vittoria svedese in questo scontro, ad ogni modo, non influenzò particolarmente l'esito della guerra di Scania. I danesi continuarono a conseguire una serie di vittorie sul mare e a mantenere saldamente la città fortificata di Landskrona, ricevendo poi ulteriori rinforzi. L'esercito svedese poteva contare su 7000 uomini, ma non ancora abbastanza per conquistare Landskrona. 
Dopo alcune schermaglie attorno a Kristianstad, il grosso dell'esercito svedese marciò a nord verso i propri quartieri invernali, mentre Cristiano V ricondusse le proprie truppe in Danimarca.